# Suburbium
Suburbium (lat: Vorstadt, Vorburg) ist eine Siedlung, die einer Burg vorgelagert ist und oftmals auch zum Burglehn gehörte. Der englische Begriff Suburb (Vorort) ist davon abgeleitet. In den USA werden Stadtrandsiedlungen, meist außerhalb der Stadtgrenze (Vororte), als Suburbien (suburbs) bezeichnet. 
Der Begriff Suburbium hat im Laufe der Geschichte seine Bedeutung verändert. Im Römischen Reich war das suburbium eine Vorstadtsiedlung, ohne jeden militärischen Bezug. Im Mittelalter wurde unter suburbium eine unbefestigte Siedlung in unmittelbarer Nachbarschaft einer Burg verstanden, ohne direkter Bestandteil der Militäranlage zu sein, im Gegensatz zur oft befestigten Vorburg. Ein Beispiel dafür ist die Prager Kleinseite unterhalb der Prager Burg. Das mittelalterliche Suburbium entstand aus Gebäuden für Händler und Handwerker innerhalb der Vorburg, die den Bedarf für die Burgbewohner lieferten. Zuwachs von Handel und Handwerksproduktion und Siedlungsausweitung vor allem im 12. und 13. Jahrhundert bedingten sich gegenseitig; in diesem Prozess entstand nun Nachfrage bei den Händlern und Handwerkern auch von außerhalb der Burg. Das „Suburbium“ in der Vorburg weitete sich daher beträchtlich aus und veranlasste auch Siedler zur Niederlassung beim Suburbium, so dass aus vielen Suburbien Städte entstanden, die die ursprüngliche Burg zur Nebensache machten.